# シルバーピット・クレーター
座標: 北緯54度14分 東経1度51分 / 北緯54.233度 東経1.850度

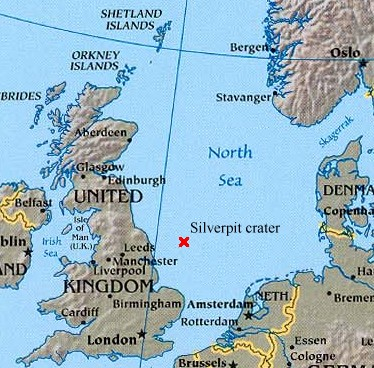
シルバーピット・クレーターの位置

シルバーピット・クレーター(Silverpit crater)は、イギリス東海岸沖、北海の海底下に埋没しているクレーターである。近くの、漁民からシルバーピットと呼ばれていた海底谷にちなんで名づけられた。石油探査のあいだに収集された地震学的データのルーチン分析のあいだに偶然発見され、2002年に衝突クレーターの可能性ありとして最初に報告された。これが正しい場合、イギリスの内部および近辺で発見された最初の衝突クレーターである。ところが、解釈には論争があり衝突以外の起源も提唱されている。この構造の年代は7400万～4500万年前(白亜紀後期-始新世)のあいだに絞られている。

## 発見

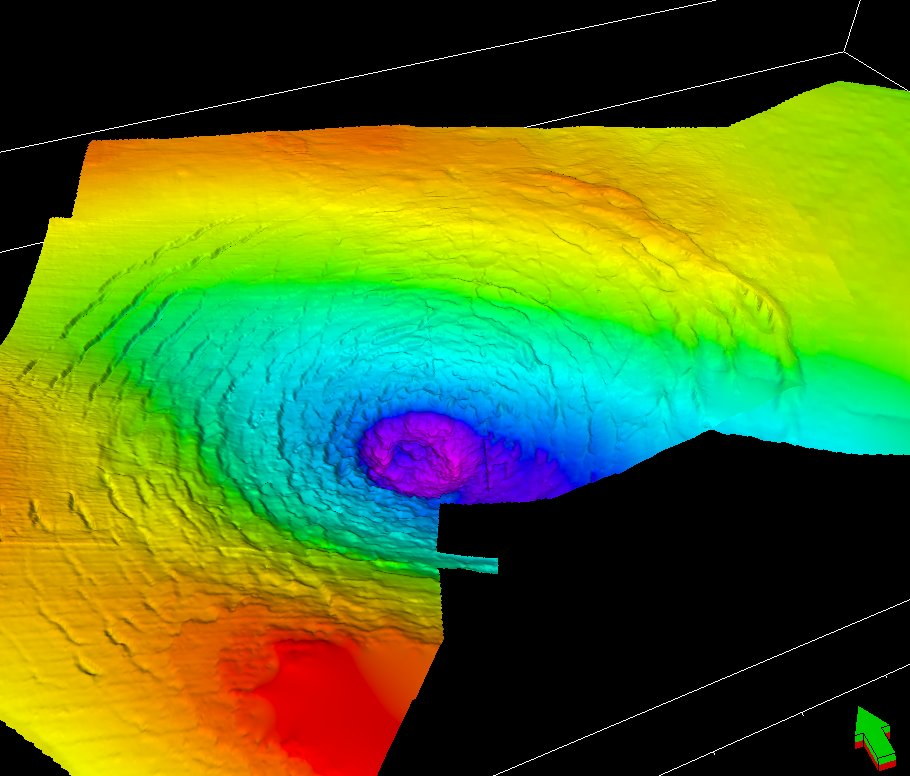
シルバーピット・クレーターの中央クレーターとその周りの同心円リングを示す、チョーク層上面の画像。北東を見ている(矢印は北)。着色は水深を表し、赤/黄色が浅く青/紫色が深い。(Image credit:Phil Allen (PGL) and Simon Stewart (BP))

クレーターはイギリスの石油会社、BP社の石油地球科学者サイモン・スチュアートとプロダクション・ジオサイエンス社のフィリップ・アレンによって発見された。彼らはハンバーエスチュアリの沖合い130 kmの地域で、天然ガス田探査の目的で人工地震データのルーチン分析をしているあいだに、奇妙な構造を発見した。アレンは、この面に同心円状にリングが並び、すり鉢上にえぐられていることに気づいた。これは衝突によって生じる構造に似ていたが、彼は衝突構造を扱った経験がなかった。だから、彼はオフィスの壁に自分の発見した構造のイメージを張り、誰か他の人がこの構造の謎を解き明かしてくれるのを待った。スチュアートは、別の用件でプロダクション・ジオサイエンス社を訪れ、このイメージを見て衝突構造であることを示唆した。このクレーターの発見と衝突起源仮説は2002年のネイチャー誌に発表された。
クレーターの名前はクレーターがある場所のシルバーピットという漁場にちなんで名づけられた。北海海底には細長くのびた凹んだ領域があり、漁民はそこをシルバーピットと呼んでいた。この海底谷はかつての川であり、氷期で海水準が低かった頃に形づくられたと考えられている。
シルバーピット・クレーターの発見論文が発表される3年前に、北海の地震学的データの中に海底に埋没した衝突クレーターの証拠が含まれるだろう、と予想されていた。地球上のクレーター形成率と北海の広さからはじき出される北海にある衝突クレーターの期待値は1となり、この発見でその考えが裏付けられたことになる。
現在クレーターは1500 mに及ぶ堆積層の下にある。この堆積物が約40 mの深さの北海海底を作っている。クレーターが形成された当時、この領域は水面から50～300 m下にあったことを複数の研究が示している。

## 起源
現在クレーターの起源については地球科学者のあいだで議論の的となっている。岩塩流出とプルアパート・ベイスンの理論による代替仮説が提案され、シルバーピットの衝突クレーターとしての分類に疑問を起こしている。

### 衝突起源説を支持する証拠
アレンとスチュアートは、クレーター発見時に衝突以外のクレーター形成メカニズムを検討しそれらを否定した。火山活動説は、噴火が起こっていた場合に存在するはずの磁気異常がクレーター内に認められないために、除外された。一部のクレーターはクレーター下の岩塩「鉱床が流出して形成されたことが知られているが、このメカニズムはクレーターの下にある三畳紀とペルム紀の地層が擾乱されていないために排除された。衝突説を支持する別の強い証拠は、中央丘の存在である。隕石衝突以外の方法で中央隆起を形づくるのは難しい。

### 他の説を支持する証拠
エジンバラ大学の地質学者、ジョン・アンダーヒル教授は、古いがより大規模な地震学的データを分析し、深部における物質の流出のほうがクレーターをより良く説明すると結論づけた。アンダーヒルはペルム系(2億5000万年前の時代)にいたるまでの地層の全てが向斜を形成するように褶曲していて、クレーターの場所でこの時代の堆積物が薄いことを見つけた。これはクレーターがペルム紀の地層が堆積しているあいだに形成されたことを示す。
中央丘の存在は衝突仮説を強く支持すると考えられるが、アンダーヒルによると怪しい。彼はそれが画像処理の結果発生した虚像であった可能性を示した。しかし後のスチュワートとアレンによるクレーターの地震反射マッピングは中央丘の存在を裏付けているように思われる。
2007年、アンダーヒルは彼が衝突仮説を支持しないと主張する証拠を提示し続けている。彼は広い領域にわたって地震学的データを分析し、シルバーピットがペルム紀のツェヒシュタイン層の岩塩の流出によって形成された多くの似た構造の一つに過ぎないと主張した。この結果は2007年4月に開かれた米国石油地質協会の年会において発表された。

## 構造

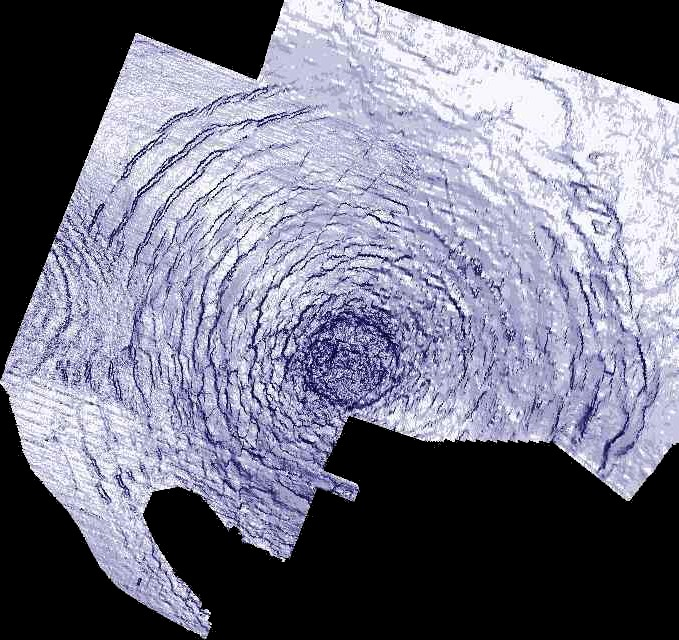
地震学的データが示すクレーターと同心円リング構造 (Image credit:Phil Allen (PGL) and Simon Stewart (BP))

シルバーピット・クレーターは最上部にあたる白亜紀層の水準において直径約3 kmである。地球上のクレーターとしては珍しく、中心から半径約10 kmまでいたる、複数の同心円状のリングが取り囲んでいる。このリングのおかげで、木星の衛星カリストにあるヴァルハラ・クレーターや、エウロパにある他のクレーターにいくぶん似た外見になっている。一般に複数リングのクレーターはシルバーピットよりはるかに大きい傾向にあり、衝突仮説が正しいとすると、シルバーピットのリングの起源は議論の対象となる。困ったことに、水面に隕石が落下した場合どのようなクレーターができるかという研究はあまり進んでいない。衝突物体の三分の二が大洋か海に着地するにもかかわらず、ほとんど全ての知られている衝突クレーターは地表にある。おそらく最も綿密に研究された衝突帯である、チェサピーク湾クレーターとくらべてみるとよい。
一つの可能性は、衝突がボウル形の凹みを穿った後に、周囲の軟らかい物質が中央に向かって滑り落ちて同心円リングを残した、というものである。これが起こるためには、軟らかい物質は極めて薄い層であり、その上はよりもろい物質が覆っていたはずだと考えられている。硬い地殻の下に可動性物質の薄い層があるというのは凍りついた衛星の状況では簡単に理解されるが、太陽系の岩石天体には普通は起こらない。一つの案として、地表の下の圧縮されたチョークが軟らかい可動層として働いたことが提唱されている。

## 衝突
クレーターの大きさと衝突物体の速度についての仮定から、衝突物の大きさを見積もることができる。衝突物体は一般に20～50 km/sで動く。この速度では、物体が岩石質であったとすると、差し渡し約120 m、質量2.0×109 kgの物体がシルバーピットのサイズのクレーターを作るのに必要である。物体が彗星であったとすると、クレーターはもっと大きくなるだろう。
比較対象として、チクシュルーブ・クレーターで地球に衝突した物体は差し渡しおよそ9.6 kmと推定される。また、1908年にツングースカ大爆発を起こした物体は差し渡し約60 m、質量約4×108 kgの彗星または小惑星であったと考えられている。
差し渡し120 mの物体が何十 km/sもの速度で海面にぶつかると、巨大な津波が発生したと考えられている。科学者たちは現在この地域の周りで当時の巨大な津波の証拠を探し求めて調査しているが、いまだにその証拠は見つかっていない。

## 時代
海底地層の中のクレーターがある位置は、時代を絞るのに使うことができる。クレーター形成の前に堆積した地層は衝突によって擾乱されていて、後に堆積した地層は整然としているはずである。アレンとスチュワートは発見時の論文で、シルバーピットが白亜紀のチョークとジュラ紀の頁岩の中に形成され、それは擾乱されていない第三紀の堆積層によって覆われている、と述べている。近くのボーリング孔からの証拠では、第三紀堆積物のうち第三紀最下層は欠落しているように見える。したがってシルバーピットイベントの時代は最初は6500～6000万年前のあいだのどこかにあると主張した。ところがアレンとスチュワートは、地震学的データをより詳細に検討した後、7400万～4500万年前(白亜紀後期～始新世)のあいだという、より慎重な見積もりを与えた。
この層序学的手法によるクレーターの年代の見積もりは粗く、アンダーヒルの非衝突仮説はその結果を疑っている。衝突起源だったと仮定すると、テクタイトなどのエジェクタ物質や、北海海盆のどこからでも見つかる可能性のある津波からの堆積物の証拠を探すことによって、イベントの年代決定できる。そういった証拠を見つけることは、より正確な年代決定を許すだけでなく衝突仮説を強化することにもなる。近くにある二つの石油探査井戸がクレーターのリング系を貫いており、そこからのカッティング資料は現在分析されるところである。
中央クレーターから直接取られた試料の分析は年代決定を助け、提唱されている仮説のどれかを裏付けるだろう。それまではシルバーピットを衝突構造だと確認することはできない。

## 複数衝突の一部？

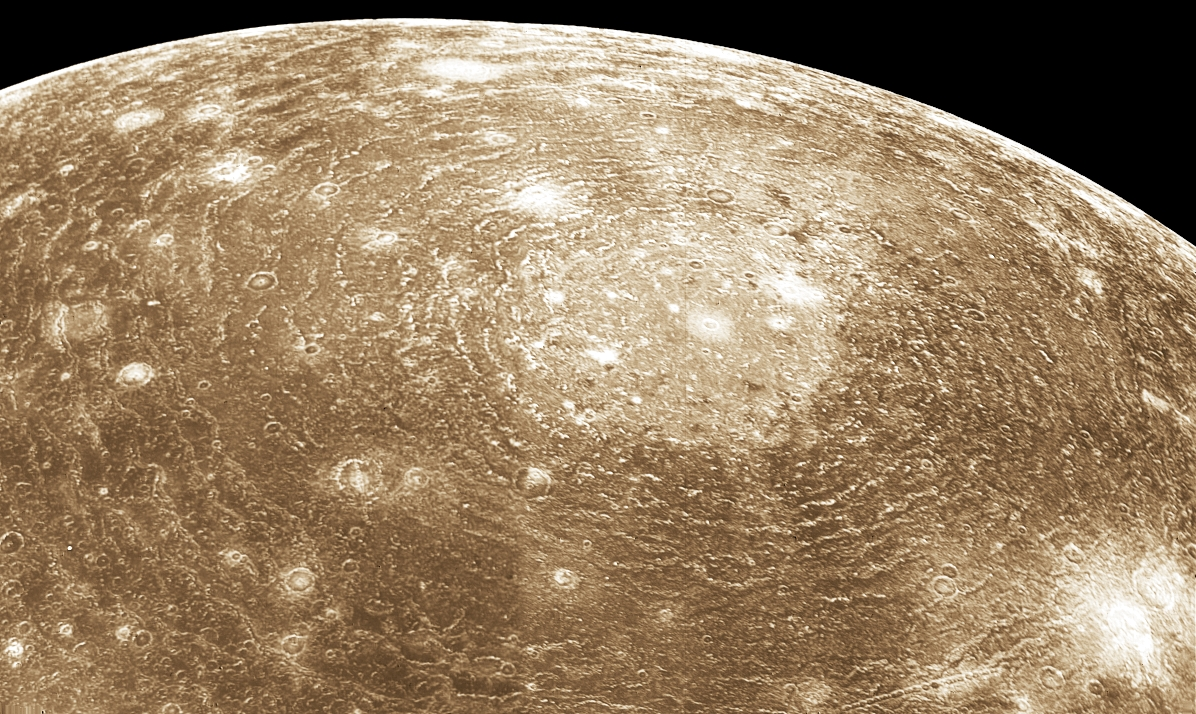
ヴァルハラ・クレーター。シルバーピット・クレーターは地球上のクレーターより木星の衛星カリストにあるヴァルハラ・クレーターに似る

シルバーピットイベントの初期の年代見積もりは6500～6000万年前であり、6500万年前に恐竜絶滅に主要な役割を担ったと考えられているチクシュルーブ衝突の年代と重なっていた。およそ同時期に形成されたと考えられるいくつかの他の巨大衝突クレーターが、全て北緯20度～70度の間で発見されている。この事実は、チクシュルーブ衝突が全て同時に起こったいくつかの衝突の一つに過ぎないという壮大な仮説を導いた。
1994年に起こったシューメーカー・レビー第9彗星の木星への衝突は重力作用が彗星を破片化できることを立証した。その彗星破片が惑星に衝突する場合、数日のうちにたくさんの衝突を起こすだろう。彗星は木星型巨大惑星の重力作用を頻繁に受けており、似た破壊と衝突が過去に起こった可能性は高い。
このシナリオが6500万年前に起こったとする説があるが、この仮説を支持する証拠はまだ強くない。特に、チクシュルーブと同時代と言われているクレーターの一部は、数百万年の精度の年代しか知られていない。シルバーピットの年代推定が7400万～4500万年前と大幅にあいまいになったことは、この仮説をさらに弱める結果となった。